# Grégoire Lauvau
Grégoire Lauvau, né en 1970, est un chercheur à l'Institut de pharmacologie Moléculaire et Cellulaire de l'INSERM. En tant que Directeur de recherche, il s'est spécialisé en immunologie.

## Carrière
Titulaire du prix Life and Health: AVENIR INSERM depuis 2004, Grégoire Lauvau a démontré en  2007 que des souris immunisées par la souche bactérienne Listeria monocytogenes sont capables d'éliminer un autre parasite intracellulaire (Leishmania major) avec une efficacité extrêmement supérieure lorsque leurs lymphocytes T CD8 mémoires anti-Listeria sont réactivés : « grâce à la production d’une molécule appelée chimiokine, la réaction immunitaire à cette nouvelle infection devient alors 10 000 fois plus efficace que la première ! ».

Depuis 2009, Grégoire Lauvau travaille à l'AECOM de la Yeshiva University à New York aux États-Unis.